# Rochester Lancers 1974
Questa pagina raccoglie i dati riguardanti i Rochester Lancers nelle competizioni ufficiali della stagione 1974.

## Stagione
I Lancers ingaggiarono come allenatore lo statunitense Bill Hughes alla guida della squadra. L'esperienza di Hughes si interruppe a campionato in corso dopo una quindicina di partite, sostituito dapprima dal dirigente John Petrossi e poi dal rumeno Theodore Dumitru. La squadra ottenne solo il terzo posto nella Northern Division, non riuscendo ad accedere alla fase finale del torneo nordamericano.

## Organigramma societario
Area direttiva
Area tecnica
- Allenatore: Bill Hughes, John Petrossi, Theodore Dumitru

## Rosa
| N.   |                           | Ruolo | Calciatore                  |
| ---- | ------------------------- | ----- | --------------------------- |
| 1    | Brasile (bandiera)        | P     | Claude Campos               |
| 2    | Stati Uniti (bandiera)    | D     | Gary Barone                 |
| 3    | Scozia (bandiera)         | D     | Charlie Mitchell (capitano) |
| 4    | Polonia (bandiera)        | D     | Antoni Trzaskowski          |
| 5    | Polonia (bandiera)        | D     | Józef Janduda               |
| 6    | Argentina (bandiera)      | C     | Francisco Escos             |
| 7    | Brasile (bandiera)        | C     | Silvio Colhaco              |
| 8    | Cecoslovacchia (bandiera) | A     | Josef Jelinek               |
| 8/14 | Jugoslavia (bandiera)     | A     | Antun Runac                 |
| 9    | Inghilterra (bandiera)    | A     | Tommy Ord                   |
| 10   | Ghana (bandiera)          | C     | Frank Odoi                  |
| 11   | Stati Uniti (bandiera)    | A     | John Moore                  |

| N. |                        | Ruolo | Calciatore       |
| -- | ---------------------- | ----- | ---------------- |
| 11 | Canada (bandiera)      | A     | David Proctor    |
| 12 | Brasile (bandiera)     | A     | Eli Durante      |
| 13 | Stati Uniti (bandiera) | A     | Doug Wark        |
| 14 | Uruguay (bandiera)     | D     | Roberto Lonardo  |
| 15 | Stati Uniti (bandiera) | A     | Andy Rymarczuk   |
| 16 | Inghilterra (bandiera) | C     | George Gibbs     |
| 17 | Inghilterra (bandiera) | D     | Phil Davis       |
| 17 | Polonia (bandiera)     | A     | Rudi Saher       |
| 18 | Stati Uniti (bandiera) | A     | Manfred Seissler |
| 20 | Stati Uniti (bandiera) | P     | John Grasser     |
|    | Stati Uniti (bandiera) | P     | Jim May          |